# يوهانس غوتس
يوهانس غوتس (بالألمانية: Johannes Götz)‏ هو نحات ألماني، ولد في 4 أكتوبر 1865 في فورت في ألمانيا، وتوفي في 11 سبتمبر 1934 في بوتسدام في ألمانيا.